# Spiss
Spiss é uma pequena comuna no distrito de Landeck, no Tirol, Áustria.
Está localizada a 22 km ao sul de Landeck, na fronteira com a Suíça.
Com aproximadamente 150 habitantes, é uma das menores comunas do distrito. Antigamente era parte de Nauders, e tornou-se uma comuna em 1547. As principais fontes de renda são o turismo e a agricultura.